# Eileithüia
Eileithüia Zeusz és Héra leánya, vagy magának Hérának az egyik mellékneve. Ő az, aki a gyermekeket óvta a görög mitológiában.
A szülési fájdalom istennője volt. Egyes források szerint a hüperboreaszok földjéről származik, aki Déloszra jött, hogy segítsen Létónak világra hozni Apollónt és Artemiszt.
Más mítoszok arról szólnak, hogy Eileithüia Krétán született egy barlangban. Két kezében fáklyát tartva ábrázolták, hiszen ő vezette a fényre a sötétbe tévedt gyermekeket.
Nemcsak oltalmazta a gyermekeket, hanem a születés és szülés a eseményeinek is védnöke volt. Hésziodosz szerint a könnyű és szerencsés szülés istennője. Amikor Alkméné szülését Héra akaratából meg kellett nyújtani, Eileithüia a palota küszöbére vagy a házioltár mellé ült keresztbe tett lábbal – amivel a széttárt lábú szülési pozíció ellenkezőjét jelképezte – és Alkméné csak három napos vajúdással hozhatta világra gyermekét, Héraklészt.